# Équipe de Zambie de football à la Coupe d'Afrique des nations 2023
L’équipe de Zambie de football participe à la Coupe d'Afrique des nations 2023 organisée en Côte d'Ivoire du 13 janvier au 11 février 2024. Il s'agit de la 18e participation des Chipolopolos, emmenés par Avram Grant. Ils sont éliminés au premier tour après deux matchs nuls et une défaite.

## Qualifications
La Zambie est placée dans le groupe H des qualifications qui se déroulent de juin 2022 à septembre 2023. Elle se qualifie en prenant la première place du groupe.
| Rang | Équipe        | Pts | J | G | N | P | Bp | Bc | Diff |  | Résultats (▼ dom., ► ext.) |     |     |     |     |
| ---- | ------------- | --- | - | - | - | - | -- | -- | ---- |  | -------------------------- | --- | --- | --- | --- |
| 1    | Zambie        | 13  | 6 | 4 | 1 | 1 | 12 | 6  | +6   |  | Zambie                     |     | 3-0 | 2-1 | 3-1 |
| 2    | Côte d'Ivoire | 13  | 6 | 4 | 1 | 1 | 9  | 5  | +4   |  | Côte d'Ivoire              | 3-1 |     | 3-1 | 1-0 |
| 3    | Comores       | 7   | 6 | 2 | 1 | 3 | 6  | 8  | -2   |  | Comores                    | 1-1 | 0-2 |     | 2-0 |
| 4    | Lesotho       | 1   | 6 | 0 | 1 | 5 | 1  | 9  | -8   |  | Lesotho                    | 0-2 | 0-0 | 0-1 |     |

| 1re journée             | Côte d'Ivoire                         | 3 - 1   | Zambie                 |                                                              |                                                              |
| 3 juin 2022 19:00 UTC±0 | Aurier 67e · Kouamé 76e · Sangaré 89e | (0 - 0) | 90+4e Daka             | Stade de Yamoussoukro, Yamoussoukro Arbitrage : Dahane Beida | Stade de Yamoussoukro, Yamoussoukro Arbitrage : Dahane Beida |
| 3 juin 2022 19:00 UTC±0 | Sangaré 45e · Boly 81e                |         | 75e Mwepu · 81e Sakala | Stade de Yamoussoukro, Yamoussoukro Arbitrage : Dahane Beida | Stade de Yamoussoukro, Yamoussoukro Arbitrage : Dahane Beida |

| 2e journée              | Zambie                                   | 2 - 1   | Comores                                                   |                                                             |                                                             |
| 7 juin 2022 18:00 UTC+2 | Mwepu 45+2e · Kangwa 88e                 | (1 - 1) | 13e Ben Nabouhane                                         | National Heroes Stadium, Lusaka Arbitrage : Samuel Uwikunda | National Heroes Stadium, Lusaka Arbitrage : Samuel Uwikunda |
| 7 juin 2022 18:00 UTC+2 | Mwape 2e · Mayembe (en) 67e · Kangwa 89e |         | 40e M'Dahoma · 45e Zahary · 84e Mohamed · 90+1e Nabouhane | National Heroes Stadium, Lusaka Arbitrage : Samuel Uwikunda | National Heroes Stadium, Lusaka Arbitrage : Samuel Uwikunda |

| 3e journée               | Zambie                     | 3 - 1           | Lesotho    |                                                         |                                                         |
| 23 mars 2023 18:00 UTC+2 | Sakala 37e · Banda 53e 57e | (1 - 1)         | 33e Bereng | Stade Levy Mwanawasa, Ndola Arbitrage : Messie Nkounkou | Stade Levy Mwanawasa, Ndola Arbitrage : Messie Nkounkou |
| 23 mars 2023 18:00 UTC+2 |                            | 30e Bereng (en) |            | Stade Levy Mwanawasa, Ndola Arbitrage : Messie Nkounkou | Stade Levy Mwanawasa, Ndola Arbitrage : Messie Nkounkou |

| 4e journée               | Lesotho       | 0 - 2   | Zambie            |                                                                 |                                                                 |
| 26 mars 2023 15:00 UTC+2 |               | (0 - 1) | 14e 69e Daka      | Dobsonville Stadium, Johannesbourg Arbitrage : Chelanget Sabila | Dobsonville Stadium, Johannesbourg Arbitrage : Chelanget Sabila |
| 26 mars 2023 15:00 UTC+2 | Mokokoane 18e |         | 88e Chepeshi (en) | Dobsonville Stadium, Johannesbourg Arbitrage : Chelanget Sabila | Dobsonville Stadium, Johannesbourg Arbitrage : Chelanget Sabila |

| 5e journée               | Zambie                                   | 3 - 0   | Côte d'Ivoire |                                                               |                                                               |
| 17 juin 2023 15:00 UTC+2 | Aurier 31e (csc) · Daka 48e · Kangwa 55e | (1 - 0) |               | Stade Levy Mwanawasa, Ndola Arbitrage : Bamlak Tessema Weyesa | Stade Levy Mwanawasa, Ndola Arbitrage : Bamlak Tessema Weyesa |
| 17 juin 2023 15:00 UTC+2 | Kabwe (en) 60e · Sakala 89e              |         |               | Stade Levy Mwanawasa, Ndola Arbitrage : Bamlak Tessema Weyesa | Stade Levy Mwanawasa, Ndola Arbitrage : Bamlak Tessema Weyesa |

| 6e journée                   | Comores      | 1 - 1   | Zambie   |                                                                             |                                                                             |
| 9 septembre 2023 22:00 UTC+3 | Youssouf 45e | (1 - 0) | 71e Daka | Stade Omnisports de Malouzini, Moroni Arbitrage : Pacifique Ndabihawenimana | Stade Omnisports de Malouzini, Moroni Arbitrage : Pacifique Ndabihawenimana |

### Statistiques

#### Buteurs
| Buts | Joueurs                     |
| ---- | --------------------------- |
| 5    | Patson Daka                 |
| 2    | Lameck Banda, Kings Kangwa  |
| 1    | Enock Mwepu, Fashion Sakala |
| csc  | Serge Aurier                |

## Compétition

### Tirage au sort
Le tirage au sort de la CAN 2023 est effectué le 12 octobre 2023 au Parc des expositions d’Abidjan. La Zambie, 82e nation au classement FIFA, est placée dans le chapeau 3. Le tirage place les Chipolopolos dans le groupe F, avec le Maroc (chapeau 1, 13e au classement FIFA), la RD Congo (chapeau 2, 64e) et la Tanzanie (chapeau 4, 122e).

### Premier tour
| Rang | Équipe   | Pts | J | G | N | P | Bp | Bc | Diff |
| ---- | -------- | --- | - | - | - | - | -- | -- | ---- |
| 1    | Maroc    | 7   | 3 | 2 | 1 | 0 | 5  | 1  | +4   |
| 2    | RD Congo | 3   | 3 | 0 | 3 | 0 | 2  | 2  | 0    |
| 3    | Zambie   | 2   | 3 | 0 | 2 | 1 | 2  | 3  | -1   |
| 4    | Tanzanie | 2   | 3 | 0 | 2 | 1 | 1  | 4  | -3   |

| 1re journée           | RD Congo   | 1 - 1   | Zambie     | Stade Laurent Pokou, San-Pédro    |                                   |
| 17 janvier 2024 20h00 | Wissa 27e  | (1 - 1) | 23e Kangwa | Arbitrage : Bamlak Tessema Weyesa | Arbitrage : Bamlak Tessema Weyesa |
| 17 janvier 2024 20h00 | Kalulu 90e | Rapport | 55e Banda  | Arbitrage : Bamlak Tessema Weyesa | Arbitrage : Bamlak Tessema Weyesa |

| 2e journée            | Zambie                     | 1 - 1   | Tanzanie  | Stade Laurent Pokou, San-Pédro  |                                 |
| 21 janvier 2024 17h00 | Daka 88e                   | (0 - 1) | 11e Msuva | Arbitrage : Louis Houngnandande | Arbitrage : Louis Houngnandande |
| 21 janvier 2024 17h00 | Kabwe 33e, 44e · Banda 45e | Rapport |           | Arbitrage : Louis Houngnandande | Arbitrage : Louis Houngnandande |

| 3e journée            | Zambie | 0 - 1   | Maroc      | Stade Laurent Pokou, San-Pédro |                             |
| 24 janvier 2024 20h00 |        | (0 - 1) | 37e Ziyech | Arbitrage : Patrice Mebiame    | Arbitrage : Patrice Mebiame |
| 24 janvier 2024 20h00 |        | Rapport | 81e Hakimi | Arbitrage : Patrice Mebiame    | Arbitrage : Patrice Mebiame |

### Temps de jeu

#### Buteurs
| Buts | Joueurs      | Adversaires |
| ---- | ------------ | ----------- |
| 1    | Patson Daka  | Tanzanie    |
| 1    | Kings Kangwa | RD Congo    |